# DeJuan Jones
DeJuan Lytelle Jones (* 24. Juni 1997 in Lansing, Michigan) ist ein US-amerikanischer Fußballspieler.

## Karriere

### Verein
Auf dem College war er von 2015 bis 2018 für die Michigan State Spartans aktiv. Daneben kam er im Jahr 2017 noch zu ein paar Einsätzen für Myrtle Beach Mutiny und im nächsten Jahr für Lansing United.
Beim MLS SuperDraft im Jahr 2019 wurde er dann von New England Revolution gezogen. Sein MLS-Debüt hatte er dann am 24. März 2019 bei einer 0:2-Niederlage gegen den FC Cincinnati, wo er in der 78. Minute für Edgar Castillo eingewechselt wurde. Seitdem kommt er auch regelmäßig zum Einsatz und nahm mit seinem Team auch schon an der CONCACAF Champions League teil.

### Nationalmannschaft
Sein Debüt in der US-amerikanischen A-Nationalmannschaft hatte er am 25. Januar 2023 bei einer 1:2-Freundschaftsspielniederlage gegen Serbien, wo er zur 62. Minute für Julian Gressel eingewechselt wurde. Nach einem weiteren Freundschaftsspieleinsatz war er auch Teil der Mannschaft beim Gold Cup 2023, wo er mit seiner Mannschaft bis ins Halbfinale kam, er selbst wurde in zwei der Gruppenspiele sowie den beiden Partien der K.o.-Phase eingesetzt.